# L'Espionne de Madrid
Pour plus de détails, voir Fiche technique et Distribution.
L'Espionne de Madrid (La reina del Chantecler) est un film musical dramatique espagnol sorti en 1962, réalisé par Rafael Gil,,.

## Synopsis
La belle Charito triomphe au théâtre Chantecler de Madrid comme une vedette du cuplé (es) pendant la Première Guerre mondiale. Sa beauté et son talent font que tous les hommes riches lui offrent des bijoux et toute sorte de cadeaux, mais elle est amoureuse d'un jeune journaliste, Federico de la Torre, et fait la sourde oreille quand on lui dit que c'est un viveur qui la trompe avec d'autres femmes.
Madrid étant la capitale d'un des rares pays neutres pendant la guerre, est aussi un foyer d'espions. Charito elle-même est approchée par Henri Duchel, le chef des services secrets français, mais elle refuse. Federico quant à lui s'y prête parfois, avec le concours de son ancienne maîtresse, la comtesse de Monteluna. Charito est invitée à le couvrir pour éviter que ces rencontres ne soient l'occasion d'un duel avec le mari de la comtesse. Charito ouvre enfin les yeux et abandonne Federico : elle fuit le scandale en allant vivre un temps à Saint Sébastien.
Arrivée au Pays basque, elle participe aux fêtes d'Oiartzun et retrouve Santi, un jeune joueur de pelote qu'elle avait rencontré à Madrid. Le jeune homme ne connaît pas le métier de Charito ni son vrai nom, car elle se présente comme Margarita. Ils tombent amoureux pendant les fêtes. Elle rencontre sa famille, carliste et conservatrice, et se comporte comme une jeune femme traditionnelle. Mais son idylle s'interrompt quand arrivent Federico et Mata Hari. Elle doit alors reprendre du service au casino de Saint-Sébastien. Par ailleurs des amis de Santi lui dévoilent la véritable identité de Charito, qu'il vient voir jouer sur scène. Dévasté par sa découverte, il se suicide et est emporté par une vague sur le brise-lame du port pendant une tempête, brisant ainsi les espoirs de Charito de retrouver une vie plus normale.

## Fiche technique
- Titre français : L'Espionne de Madrid[5]
- Titre original espagnol : La reina del Chantecler
- Réalisation : Rafael Gil
- Scénario : Jesús María Arozamena, Antonio Mas Guindal
- Musique : Gregorio García Segura
- Genre : film dramatique, film musical
- Photographie : Mario Montuori
- Production : Cesareo Gonzalez pour Suevia Films[5]
- Pays de production  :  Espagne
- Langue originale : espagnol
- Durée : 112 min
- Dates de sortie en salles : 
  - Espagne : 1962
  - France : 22 juillet 1964[5]
- Affiche : Macario Gómez Quibus (Espagne)

## Distribution
- Sara Montiel : Charito[6]
- Alberto de Mendoza : Federico de la Torre
- Luigi Giuliani : Santi de Alcíbar[7]
- Greta Chi : Mata Hari
- Gérard Tichy : Henri Duchel
- Amelia de la Torre (es) : Adelina
- Milagros Leal (es) : Doña Pura
- Ana Mariscal : Carola, comtesse de Valdeluna
- Julia Caba Alba : Doña Exaltación
- José Franco Pumarega (es) : Don Pagaré
- José Orjas (es) : impresario
- Pedro Osinaga (es) : Iñaki Aguirre
- Francisco Piquer (es)

## Récompenses
- En 1962, aux prix du Sindicato Nacional del Espectáculo (es), le film reçoit la troisième place pour le prix du meilleur film, et le prix du meilleur décorateur en faveur d'Enrique Alarcón (es)[8],[9].